# 卢奥索阿
卢奥索阿（法語：Louhossoa，法語發音：[lu.ɔsɔa]）是法国大西洋比利牛斯省的一个市镇，属于巴约讷区。

## 地理
卢奥索阿（43°18'58"N, 1°21'13"W）面积7.38 平方千米，位于法国新阿基坦大区大西洋比利牛斯省，该省份为法国东南部省份，涵盖了贝阿恩与北巴斯克，西临大西洋比斯開灣，北至朗德省，东北接热尔省，东临上比利牛斯省，南与西班牙接壤。
与卢奥索阿接壤的市镇（或旧市镇、城区）包括：比达赖、康博莱班、伊察苏、马凯。

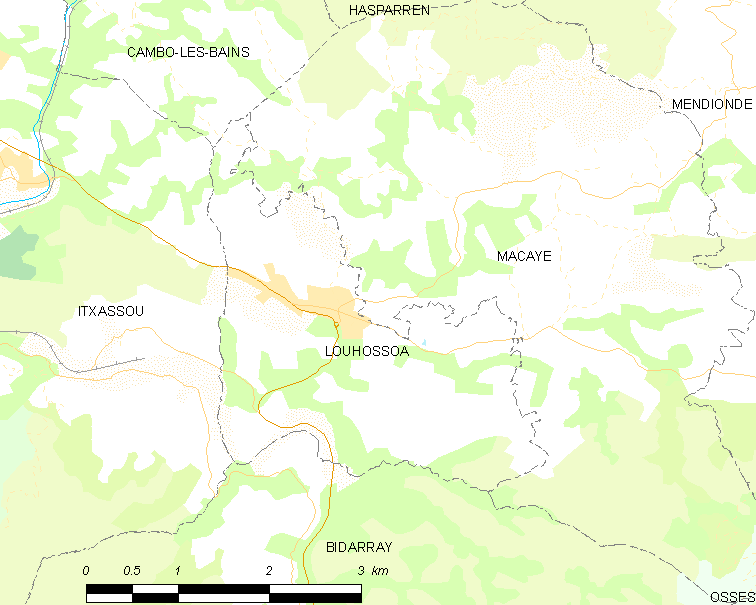
卢奥索阿的OSM定位图

卢奥索阿的时区为UTC+01:00、UTC+02:00（夏令时）。

## 行政
卢奥索阿的邮政编码为64250，INSEE市镇编码为64350。

## 政治
卢奥索阿所属的省级选区为巴伊古拉-蒙达兰县。

## 人口

1962-2008年间卢奥索阿人口变化图示

卢奥索阿于2022年1月1日时的人口数量为871人。